# Африканский Кубок чемпионов 1978
Африканский Кубок чемпионов 1978 — 14-й розыгрыш турнира. Трофей во второй раз завоевал клуб «Канон Яунде» из Камеруна.

## Первый раунд
| Команда 1       | Итог | Команда 2           | 1-й матч | 2-й матч |
| --------------- | ---- | ------------------- | -------- | -------- |
| Аль-Тахаддю     | 5:4  | Медр Бабур          | 3:1      | 2:3      |
| Корп Ансейньян  | 1:4  | Матлама             | 1:2      | 0:2      |
| Хардвор Сторс   | 1:5  | Аль-Меррейх         | 1:1      | 0:4      |
| Гарде Насьональ | 5:3  | Уоллидан            | 3:1      | 2:2      |
| СКАФ Токагес    | 2:4  | Олимпик             | 1:3      | 1:1      |
| Кампала КК      | 3:1  | Хорсед              | 1:1      | 2:0      |
| Силурес         | 10:2 | Бенфика             | 7:0      | 3:2      |
| Симба           | 2:1  | Вотур Клуб Мангунгу | 2:0      | 0:1      |

## Второй раунд
| Команда 1       | Итог  | Команда 2       | 1-й матч | 2-й матч |
| --------------- | ----- | --------------- | -------- | -------- |
| Тизи-Узу        | 3:0   | Аль-Тахаддю     | 1:0      | 2:0      |
| Грин Баффалоз   | 1:4   | Матлама         | 1:2      | 0:2      |
| Канон Яунде     | 5:3   | Аль-Меррейх     | 3:1      | 2:2      |
| Хафия           | 6:0   | Гарде Насьональ | 5:0      | 1:0      |
| Энугу Рейнджерс | [ 2 ] | Олимпик         |          |          |
| Кампала КК      | [ 3 ] | Аль-Ахли        |          |          |
| Африка Спортс   | 2:4   | Силурес         | 2:1      | 1:3      |
| Вита            | 2:0   | Симба           | 1:0      | 1:0      |

## Четвертьфиналы
| Команда 1       | Итог | Команда 2     | 1-й матч | 2-й матч |
| --------------- | ---- | ------------- | -------- | -------- |
| Тизи-Узу        | 3:3  | Вита          | 3:2      | 0:1      |
| Канон Яунде     | 3:1  | Грин Баффалоз | 2:0      | 1:1      |
| Энугу Рейнджерс | 4:1  | Кампала КК    | 3:1      | 1:0      |
| Силурес         | 1:8  | Хафия         | 0:4      | 1:4      |

## Полуфиналы
| Команда 1   | Итог | Команда 2       | 1-й матч | 2-й матч |
| ----------- | ---- | --------------- | -------- | -------- |
| Хафия       | 3:3  | Вита            | 2:0      | 1:3      |
| Канон Яунде | п0:0 | Энугу Рейнджерс | 0:0      | 0:0      |

## Финал
| 3 декабря 1978 | \| Хафия \| 0:0 \| Канон Яунде \| | Stade de 28 Septembre, Конакри |
| Хафия          | 0:0                               | Канон Яунде                    |

| 17 декабря 1978 | \| Канон Яунде \| 2:0 \| Хафия \| | Omnisport, Яунде |
| Канон Яунде     | 2:0                               | Хафия            |

## Чемпион
| Победитель Африканского Кубка чемпионов 1978 |
| -------------------------------------------- |
| Канон Яунде 2-й титул                        |